# جوفان بلاغوفيتش
جوفان بلاغوفيتش هو لاعب كرة قدم صربي في مركز الوسط، ولد في 15 مارس 1988 في بلغراد في صربيا. لعب مع جيلييزنيتشار ساراييفو.

## وصلات خارجية
- جوفان بلاغوفيتش على موقع الاتحاد الأوربي (الإنجليزية)
- جوفان بلاغوفيتش على موقع اتحاد تركيا (لاعب) (الإنجليزية)
- جوفان بلاغوفيتش على موقع قاعدة بيانات كرة القدم.إي يو (الإنجليزية)
- جوفان بلاغوفيتش على موقع Soccerway.com (الإنجليزية)